# Roseneterneller
Roseneterneller (Rhodanthe) är ett släkte av korgblommiga växter. Roseneterneller ingår i familjen korgblommiga växter.

## Bildgalleri

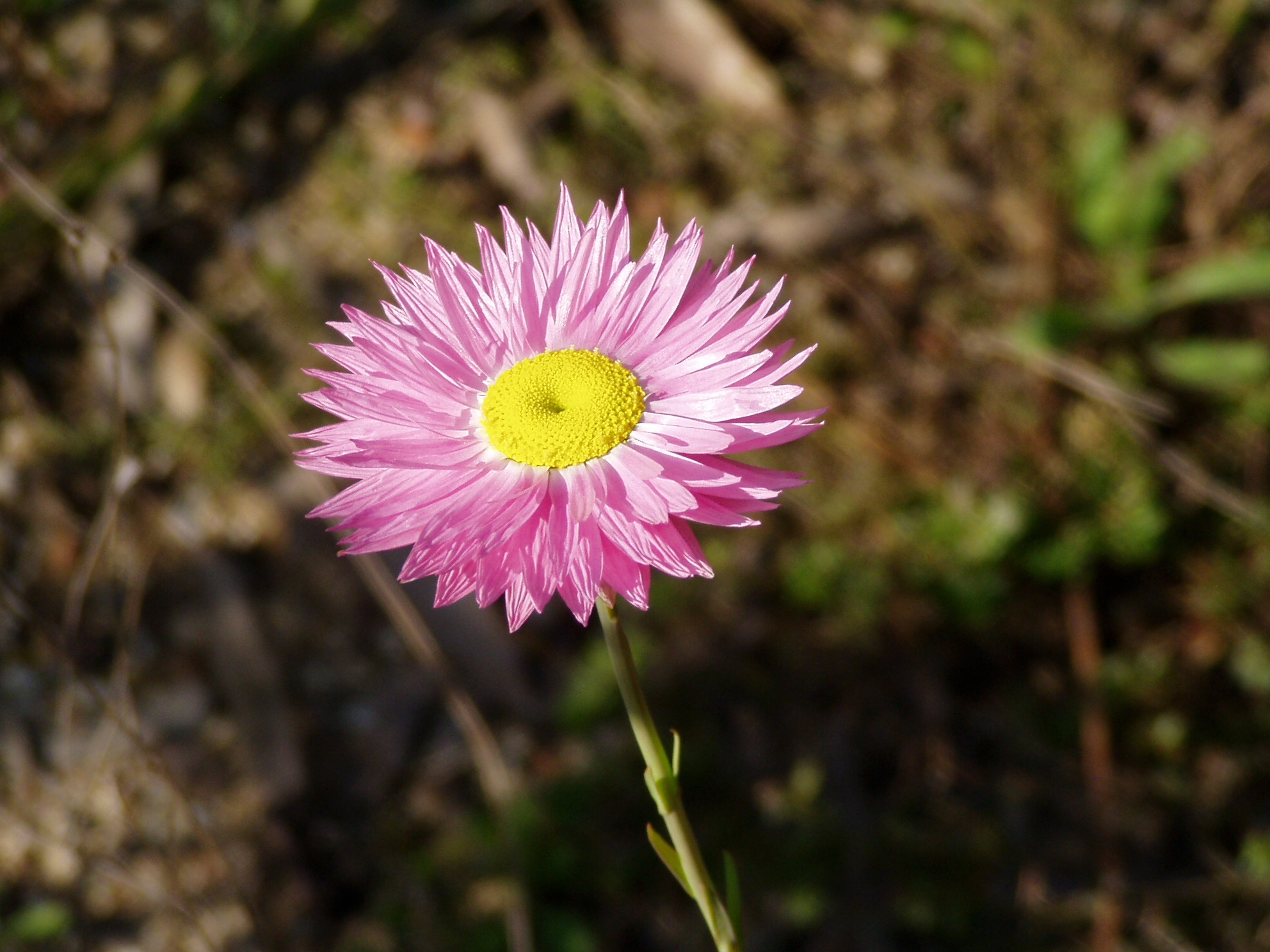
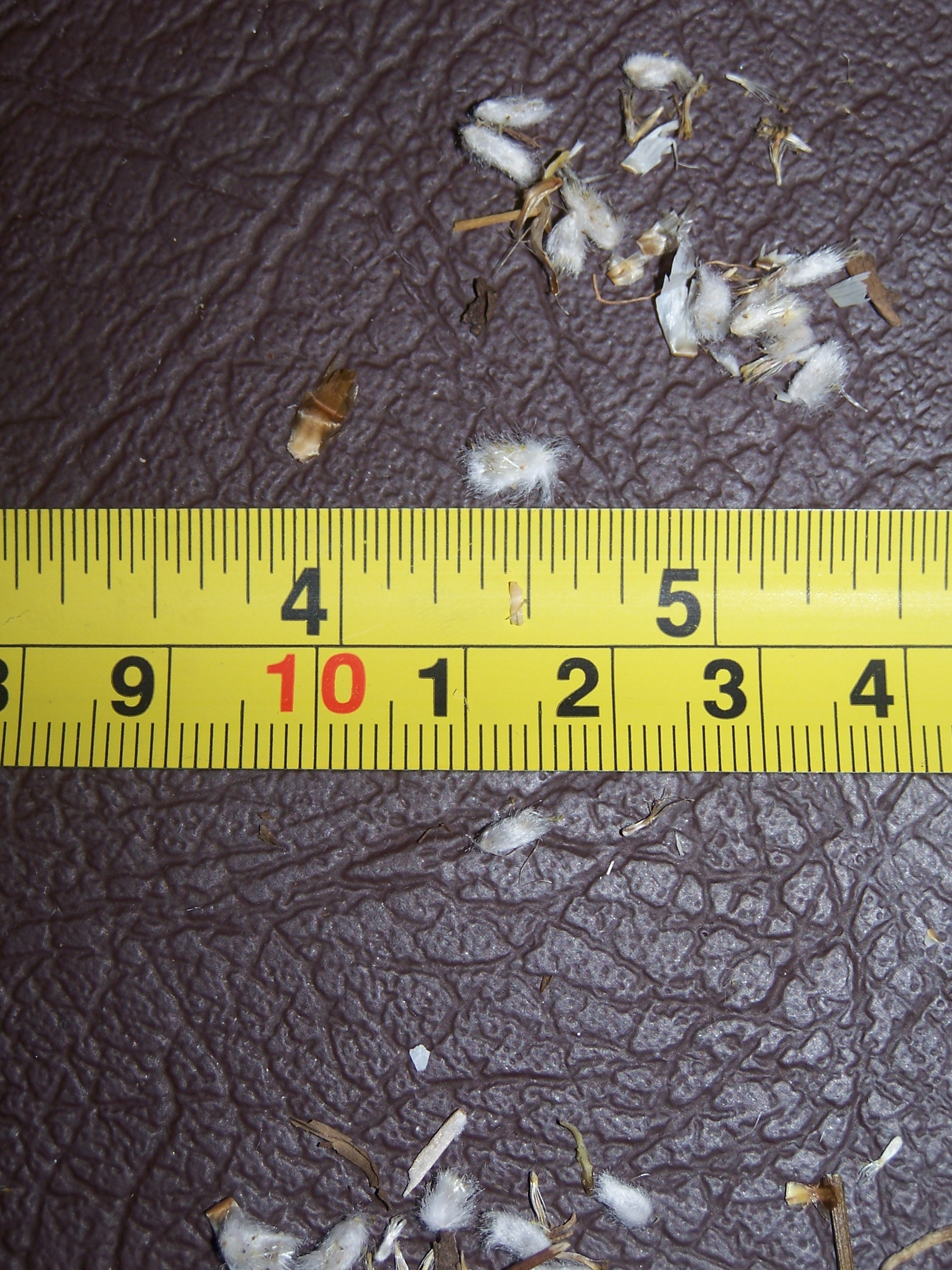

## Dottertaxa till Roseneterneller, i alfabetisk ordning[1]
- Rhodanthe anthemoides
- Rhodanthe ascendens
- Rhodanthe battii
- Rhodanthe charsleyae
- Rhodanthe chlorocephala
- Rhodanthe citrina
- Rhodanthe collina
- Rhodanthe condensata
- Rhodanthe corymbiflora
- Rhodanthe corymbosa
- Rhodanthe cremea
- Rhodanthe diffusa
- Rhodanthe floribunda
- Rhodanthe gossypina
- Rhodanthe haigii
- Rhodanthe humboldtiana
- Rhodanthe laevis
- Rhodanthe manglesii
- Rhodanthe margarethae
- Rhodanthe microglossa
- Rhodanthe moschata
- Rhodanthe nullarborensis
- Rhodanthe oppositifolia
- Rhodanthe pollackii
- Rhodanthe polycephala
- Rhodanthe polygalifolia
- Rhodanthe polyphylla
- Rhodanthe propinqua
- Rhodanthe psammophila
- Rhodanthe pygmaea
- Rhodanthe pyrethrum
- Rhodanthe rubella
- Rhodanthe rufescens
- Rhodanthe sphaerocephala
- Rhodanthe spicata
- Rhodanthe sterilescens
- Rhodanthe stricta
- Rhodanthe stuartiana
- Rhodanthe tietkensii
- Rhodanthe troedelii
- Rhodanthe uniflora